# Октябрьский (Зуевский район)
Октябрьский — посёлок в Зуевском районе Кировской области, административный центр Октябрьского сельского поселения.

## География
Посёлок расположен в 41 км на юг от райцентра Зуевки.

## История
В 1931 году на пустыре, на землях государственного земельного фонда, которые окрестные крестьяне называли «палом», был основан совхоз им. Яковлева льноводческого направления. Совхоз набирал рабочую силу из окрестных деревень. Жилья не было, поэтому приезжие квартировали в соседних деревнях по частным домам. Осенью того же года появились первые трактора марки «Фордзон», которыми вспахали зябь, а весной посеяли лен. Лен уродился на славу, но убирать его было некому. Народ собрали со всего района, были льнотеребилки «Комсомолка», но из-за низкой производительности этих машин, ручного труда лен на большей площади ушел под снег. На 2-й год он не уродился, тогда было принято решение совхоз им. Яковлева передать в ведение НКВД – МВД, как подсобное хозяйство Вятлага. Сюда стали направлять осужденных, для которых началось строительство бараков, выстроили контору, столовую, баню. До войны были построены две фермы молочного направления, одна свиноферма, складское хозяйство.
В 1943 году в посёлке была открыта школа.  В 1949 году совхоз уже представлял собой крепкое хозяйство с развитым животноводством, и был переименован в племсвиносовхоз «Мухинский» по разведению племенных свиней уржумской породы, с переводом хозяйства в подчинение племглавка Министерства совхозов СССР. В 1950 году племсвинсовхоз входил в состав Гребенского сельсовета Мухинского района, на территории сельсовета числились также спецпоселенцы в количестве 1255 чел. В 1961 году при сселении мелких деревень центральной усадьбе было дано название посёлок Октябрьский. В марте 1967 года было сдано в эксплуатацию новое современное типовое здание средней школы. В 1978 году посёлок Октябрьский являлся центром Октябрьского сельсовета Зуевского района.Племсвинсовхоз был заброшен в 2015 году.

## Население
| 1950 | 1989  | 2002  | 2010 |
| ---- | ----- | ----- | ---- |
| 1643 | ↘1269 | ↘1088 | ↘955 |

## Инфраструктура
В посёлке имеются средняя общеобразовательная школа, детское дошкольное учреждение, дом культуры, сельский клуб, 2 библиотеки, народный танцевальный коллектив, культурно-спортивный комплекс «Прогресс», 2 спортивных площадки,автомобильная заправка. 

## Экономика
В посёлке находится ОАО «Племзавод «Мухинский».
В посёлке находятся 1 магазин.
В посёлке находится столовая.
В посёлке находится гостиница.
В посёлке есть больница и аптека.